# Un nuevo tipo de ciencia
Un nuevo tipo de ciencia (en inglés, A New Kind of Science), el líder de ventas y controvertido libro de Stephen Wolfram, fue publicado en 2002. Este contiene un estudio empírico y sistemático de sistemas computacionales tales como los autómatas celulares. Wolfram denomina programas simples a estos sistemas y argumenta que la filosofía científica y los métodos apropiados para el estudio de los programas simples son relevantes para otros campos de la ciencia.

## La computación y sus implicaciones
La tesis de Un nuevo tipo de ciencia está compuesta de dos partes: por un lado, él argumenta que la naturaleza de la computación debe ser explorada experimentalmente y, por otro lado, que los resultados de esos experimentos tienen gran importancia para la comprensión del mundo natural. Desde su cristalización en la década de 1930, la computación ha sido en primer lugar abordada desde dos tradiciones: la ingeniería, que busca construir sistemas prácticos usando computaciones; y las matemáticas, que buscan demostrar teoremas sobre la computación (aunque ya hacia 1970 se describió la computación como una disciplina en la intersección de las matemáticas, la ingeniería y las tradiciones empírico/científicas.).
Wolfram introduce una tercera tradición que tiene como propósito la investigación empírica de la computación en beneficio propio. Para este propósito, Wolfram llegó a la conclusión de que era necesario un método completamente nuevo, ya que para Wolfram las matemáticas tradicionales no son capaces de describir los sistemas complejos de manera significativa. Mediante una combinación de experimentos y presupuestos teóricos, el libro introduce un nuevo método que Wolfram considera es la manera más realista de investigar científicamente los sistemas computacionales.

### Programas simples
El tema básico del "nuevo tipo de ciencia" de Wolfram es el estudio de reglas abstractas sencillas, esencialmente, programas informáticos elementales. En casi cualquier clase de sistema computacional, uno encuentra fácilmente ejemplos de gran complejidad entre sus casos más sencillos. Esto parece ser cierto a pesar de los componentes del sistema y de los detalles de su configuración. Los sistemas explorados en este libro incluyen autómatas celulares de una, dos y tres dimensiones; autómatas móviles; máquinas de Turing de 1 y 2 dimensiones; diversas variedades de substitución y sistemas en red; funciones recursivas primitivas; funciones recursivas insertadas; combinadores; sistemas de etiquetas; máquinas de registro; números palindrómicos; y muchos otros sistemas.
Para que un programa sea calificado como simple, existen varias condiciones:
1. Su operación puede ser completamente explicada mediante una ilustración gráfica sencilla.
2. Puede explicarse completamente mediante unas pocas frases de lenguaje humano.
3. Puede implementarse en lenguaje de programación usando solo unas cuantas líneas de código.
4. El número de sus posibles variaciones es suficientemente pequeño para que todas puedan ser computadas.

Generalmente los programas simples tienden a tener un esquema abstracto muy sencillo. Los autómatas celulares simples, las máquinas de Turing y los combinadores son ejemplos de tales esquemas, mientras que los autómatas celulares complejos no son calificados necesariamente como programas simples. Es también posible inventar nuevos esquemas, especialmente para capturar la operación de los sistemas naturales. La característica principal de los programas simples es que un porcentaje significativo de ellos son capaces de producir gran complejidad. Simplemente enumerando todas las posibles variaciones de casi cualquier clase de programas rápidamente nos conduce a ejemplos que se comportan de forma inesperada e interesante. Esto conduce a la pregunta: si el programa es tan simple, ¿de dónde procede la complejidad? En un sentido, no hay bastante espacio en la definición del programa para codificar directamente todas las cosas que el programa puede hacer. Por tanto, los programas simples pueden ser vistos como un ejemplo mínimo de emergencia. Una deducción lógica de este fenómeno es que si los detalles de las reglas del programa tienen poca relación directa con su comportamiento, entonces es muy difícil ingeniar directamente un programa simple que realice un comportamiento específico. Una aproximación alternativa es intentar ingeniar un simple esquema computacional global y luego hacer una búsqueda de fuerza bruta a través de todos los posibles componentes para el mejor ajuste.
Los programas simples son capaces de un rango notable de comportamiento. Se ha demostrado que algunos son ordenadores universales. Otros exhiben propiedades familiares de la ciencia tradicional, tales como el comportamiento termodinámico, el comportamiento de la mecánica continua, las magnitudes conservadas, la percolación, la dependencia sensible de las condiciones iniciales, y otras. Además esos programas han sido usados como modelos de tránsito, fractura de materiales, crecimiento de cristales, y varios fenómenos sociológicos, geológicos y ecológicos. Otra característica de los programas simples es que hacerlos más complicados parece tener poco efecto sobre su complejidad global. Un nuevo tipo de ciencia argumenta que esta es la evidencia de que los programas simples son suficientes para capturar la esencia de casi cualquier sistema complejo.

### Mapeo y exploración del universo computacional
Para estudiar las reglas sencillas y su comportamiento a menudo complejo, Wolfram cree que es necesario explorar sistemáticamente todos los sistemas computacionales y documentar lo que hacen. Cree que este estudio debería convertirse en una nueva rama de la ciencia, como la física o la química. El objetivo básico de este campo es comprender y caracterizar el universo computacional científico usando métodos experimentales.
La nueva rama de exploración científica propuesta admite formas muy diferentes de producción científica. Por ejemplo, las clasificaciones cuantitativas como las que aparecen en biología son a menudo el resultado de incursiones en la jungla computacional. Por otra parte, las demostraciones explícitas de que ciertos sistemas computan esta o esa función son también admisibles. Hay también algunas formas de producción que son únicas de alguna manera en este campo de estudio. Por ejemplo el descubrimiento de los mecanismos computacionales que emergen en diferentes sistemas pero en formas extrañamente diferentes.
Otra clase de producción supone la creación de programas para análisis de sistemas computacionales — en el marco de la nueva clase de ciencia (NKS por sus siglas en inglés), donde ellos mismos deberían ser programas simples y estar sujetos a los mismos objetivos y metodología. Una extensión de esta idea es que la mente humana es en sí misma un sistema computacional y por consiguiente suministrarle datos en bruto es una vía tan efectiva como posible para la investigación. Wolfram cree que los programas y sus análisis deberían visualizarse tan directamente como sea posible, y ser exhaustivamente examinados por millares o más. Ya que este nuevo campo se interesa en las reglas abstractas, puede en principio apuntar a temas relevantes en otros campos de la ciencia. Sin embargo la idea general de Wolfram es que puedan descubrirse ideas y mecanismos nuevos en el universo computacional — donde pueden ser presentados en sus formas más claras y entonces otros campos pueden seleccionarse o elegirse entre los descubrimientos para los que ellos son relevantes.

### Ciencia abstracta sistemática
Mientras Wolfram promueve los programas simples como disciplina científica, también insiste en que su metodología revolucionaría todos los campos de la ciencia. La base para esta afirmación es que el estudio de los programas simples es la forma mínimamente posible de ciencia, lo que está basado a la vez en la abstracción y en la experimentación empírica. Todos los aspectos de la metodología propuesta en "Un nuevo tipo de ciencia" está optimizada para hacer la experimentación tan directa, fácil y llena de significado como sea posible — mientras se maximizan las posibilidades de que el experimento haga algo inesperado. Justo porque este método permite que los mecanismos computacionales sean estudiados en su forma más limpia, Wolfram cree que el proceso de hacer "Un nuevo tipo de ciencia" captura la esencia del proceso de hacer ciencia — y permite que las fortalezas y defectos del proceso sean revelados directamente.
Wolfram estima que las realidades computacionales del universo hacen ciencia dura por razones fundamentales. Pero también argumenta que comprendiendo la importancia de estas realidades, podemos aprender a aprovecharlas a nuestro favor. Por ejemplo, en vez de aplicar la ingeniería inversa a nuestras teorías de observación, podemos simplemente enumerar los sistemas y luego intentar relacionarlos con los comportamientos que observamos. Un tema importante de la investigación según este estilo es investigar la estructura del espacio de posibilidades. Wolfram considera que la ciencia es demasiado ad hoc, en parte porque los modelos usados son demasiado complicados y/o innecesariamente organizados alrededor de las limitadas primitivas de las matemáticas tradicionales. Wolfram defiende su posición usando modelos cuyas variaciones son enumerables y cuyas consecuencias son simplemente computar y analizar.

### Fundamentos filosóficos
Wolfram considera que uno de sus logros es no solo exclamar, "¡el cálculo es importante!", sino suministrar un sistema coherente de ideas que justifica la computación como un principio de organización de la ciencia. Por ejemplo, su concepto de irreductibilidad computacional - que algunos cálculos complejos no pueden ser recortados o "reducidos" (NP-duro), es en última instancia la razón por la cual deben ser considerados los modelos computacionales de la naturaleza, además de los tradicionales modelos matemáticos. Asimismo, su idea de la generación de aleatoriedad intrínseca - que los sistemas naturales pueden generar su propio azar, en lugar de utilizar la teoría del caos o de las perturbaciones estocásticas - implica que los modelos computacionales explícitos, en algunos casos, pueden ofrecer los modelos de los sistemas de aspecto aleatorio más precisos y ricos.
Basándose en resultados experimentales, Wolfram ha formulado el Principio de Equivalencia Computacional, que afirma que casi todos los procesos que no son simples de modo evidente, se pueden ver como computaciones de sofisticación equivalente. A partir de este único principio aparentemente impreciso, Wolfram establece una amplia gama de deducciones concretas que refuerzan muchos aspectos de su teoría. Posiblemente la más importante de ellas es una explicación de por qué experimentamos la aleatoriedad y la complejidad: a menudo, los sistemas que analizamos son tan sofisticados como nosotros. Así, la complejidad no es una cualidad especial de los sistemas, como por ejemplo el concepto de "calor", sino simplemente una etiqueta para todos los sistemas cuyos cálculos son sofisticados. Comprender esto hace posible la "ciencia normal" del paradigma defendido en "un nuevo tipo de ciencia".
A un nivel más profundo, Wolfram considera que, como muchas de las ideas científicas más importantes, este principio permite que la ciencia sea más general señalando nuevas formas en que los seres humanos no son especiales. En los últimos tiempos, se ha creído que la complejidad de la inteligencia humana nos hace especiales, pero el principio enunciado por Wolfram afirma lo contrario. En cierto sentido, muchas de las ideas de Wolfram se basan en la comprensión del proceso científico, incluyendo la mente humana -como operando dentro del mismo universo que estudia, más que como si la mente estuviese de alguna manera fuera del universo estudiado.

### Principio de equivalencia computacional
Este principio afirma que los sistemas que están en el mundo natural pueden realizar cálculos, hasta un máximo ("universal") nivel de potencia de cálculo. La mayoría de los sistemas pueden alcanzar este nivel. Los sistemas, en principio, pueden calcular las mismas cosas que un ordenador o equipo. La computación es, por tanto, simplemente una cuestión de traslación de las entradas y salidas de un sistema a otro. En consecuencia, la mayoría de los sistemas de cómputo son equivalentes. Algunos ejemplos propuestos de estos sistemas son el funcionamiento del cerebro humano y la evolución de los sistemas meteorológicos.

### Aplicaciones y resultados
Hay un gran número de resultados concretos e ideas en este libro, y puedan organizarse en varios temas. Un tema común de estos ejemplos y aplicaciones es la demostración de lo poco que se necesita para lograr un comportamiento interesante y cómo la metodología adecuada puede descubrir estos casos.
En primer lugar, hay varias docenas de casos en los que el libro introduce el sistema más simple conocido de alguna clase que exhibe una característica particular. Algunos ejemplos incluyen la primera función primitiva recursiva que muestra resultados de complejidad, la máquina de Turing universal más pequeña y el axioma de cálculo proposicional más breve. En una línea similar, Wolfram demuestra también un gran número de programas simples que presentan fenómenos como las transiciones de fase, la conservación de magnitudes, el comportamiento continuo y la termodinámica, los cuales son familiares en el campo de la ciencia tradicional. Los modelos simples de cálculo de sistemas naturales como el crecimiento de una concha o caparazón, la turbulencia de un fluido y la filotaxia son una categoría final de aplicaciones incluidas en este tema.
Otro tema común es la toma de datos sobre el universo computacional en su conjunto y su utilización para razonar sobre esos campos de una manera holística. Por ejemplo, Wolfram explica cómo los hechos sobre el universo computacional informan sobre la teoría de la evolución, el proyecto SETI, el libre albedrío, la teoría de la complejidad computacional y de campos filosóficos como la ontología, la epistemología y hasta el postmodernismo.
Wolfram sugiere que la teoría de la irreductibilidad computacional puede proporcionar una solución a la existencia del libre albedrío en un universo nominalmente determinista. Él postula que el proceso de cómputo en el cerebro del ser con libre albedrío es realmente lo suficientemente complejo como para que no pueda ser capturado en un cálculo más simple, debido al principio de irreductibilidad computacional. Así, mientras que el proceso es, en efecto, determinista, no hay mejor manera de determinar la voluntad de ese ser que, esencialmente, organizando el experimento y dejando que haga uso de él.
El libro también contiene un gran número de resultados individuales - tanto experimentales como analíticos - sobre lo que un autómata mecánico particular calcula, o cuáles son sus características, utilizando algunos métodos de análisis. 

## Escuela de verano y conferencias NKS
Cada año Wolfram y su grupo organizan una escuela de verano. Entre el 2003 y el 2006 se celebraron en la Universidad de Brown. Más tarde, la escuela de verano fue organizada por la Universidad de Vermont en Burlington, y por el Istituto di Scienza e Tecnologie dell'Informazione de la CNR de Pisa, Italia. Más de 200 personas han participado en las primeras siete ediciones. Algunas de las investigaciones llevadas a cabo en las escuelas de verano han resultado en importantes publicaciones.
También se han organizado tres conferencias en Boston, Washington, y Burlington, Vermont en los Estados Unidos en los años 2003, 2006 y 2007, respectivamente. Otras dos conferencias NKS se han organizado en la Universidad de Indiana, Bloomington, en 2005 y 2008. Otros talleres de investigación en relación con NKS se han organizado en otros países, tales como JOUAL (Just One Universal Algorithm; Solo un algoritmo universal) en el CNR de Pisa, Italia, en 2009. Actualmente están realizando una escuela de verano en Perú en la UTEC por el periodo de enero del 2018.

## Impacto en los medios de comunicación
El libro "Un nuevo tipo de ciencia" recibió amplia publicidad en los medios para ser un libro científico, generando decenas de artículos en publicaciones como The New York Times, Newsweek, Wired, y The Economist. Fue un líder en ventas y ganó numerosos premios. Ha sido discutido en una amplia gama de revistas científicas. Muchos de los revisores aplauden la forma clara en que Wolfram ha presentado sus ideas. Incluso aquellos que fueron críticos, encontraron aspectos de la obra interesantes y estimulantes. Por otra parte, muchos revisores criticaron a Wolfram por su falta de modestia, edición de baja calidad, falta de rigor matemático y falta de utilidad inmediata de sus ideas. En cuanto a la importancia fundamental de este libro, una actitud común fue la de escepticismo o la de "esperar y ver". Algunas críticas detalladas se describen a continuación. Muchos críticos de los medios de comunicación se centraron en el uso de programas sencillos (autómatas celulares, en particular) para modelar la naturaleza, en vez de sobre la idea más fundamental de la exploración sistemática del universo que permiten los programas simples.

## Comentarios críticos

### Filosofía científica
Un principio clave de NKS es que cuanto más simple es el sistema, más probable es que una versión del mismo se presente en una amplia variedad de contextos más complicados. Por lo tanto, NKS sostiene que explorar sistemáticamente el espacio de programas simples dará lugar a una base de conocimiento reutilizable. Sin embargo, muchos científicos creen que de todos los parámetros posibles, solo algunos realmente ocurren en el universo y que, por ejemplo, de todas las variaciones posibles de una ecuación, la mayoría serán esencialmente carentes de significado. NKS también ha sido criticado por afirmar que el comportamiento de los sistemas simples es de algún modo representativo de todos los sistemas.

### Metodología
Una crítica común a este libro es que no sigue la metodología científica establecida. No establece definiciones matemáticas rigurosas, ni intenta demostrar teoremas. En este sentido, el libro también ha sido criticado por ser excesivamente visual, con mucha información transmitida por imágenes que no tienen significado formal. También ha sido criticado por no utilizar la investigación moderna en el ámbito de la complejidad, en particular los trabajos que han estudiado la complejidad desde una perspectiva matemática rigurosa.
Los críticos también señalan que ninguno de los contenidos del libro fueron publicados en revistas revisadas por pares, el cual es el método estándar para la distribución de resultados científicos nuevos; y se quejan porque no está suficientemente acreditado que otros científicos basen su labor sobre estos resultados. Wolfram relega todas las discusiones de otras personas a su largas notas a pie de página y por lo tanto nadie está directamente acreditado en el texto. Sus críticos argumentan que incluso estas notas son engañosas, pasando por alto muchos descubrimientos relevantes y esto hace que el trabajo de Wolfram parezca más una novela. 

### Utilidad
El libro ha sido criticado por no ofrecer resultados específicos que sean inmediatamente aplicables a la investigación científica en curso. También ha habido críticas, implícitas y explícitas, que consideran que el estudio de los programas simples tiene poca conexión con el universo físico y, por lo tanto, tiene un valor limitado. Steven Weinberg señaló que ningún sistema del mundo real ha sido explicado con métodos de Wolfram de forma satisfactoria.

### Principio de equivalencia computacional
El Principio de equivalencia computacional (PEC) ha sido criticado por ser impreciso, no matemático y por no hacer predicciones directamente verificables; sin embargo, el grupo de Wolfram ha descrito el principio como tal, no como una ley, teorema o fórmula. También ha sido criticado por ser contrario al espíritu de la investigación en lógica matemática y a la teoría de la complejidad computacional, que tratan de hacer distinciones minuciosas entre los niveles de complejidad computacional. Otros sugieren que es poco más que una redenominación de la tesis de Church-Turing. Sin embargo, la tesis de Church-Turing impone un límite superior, mientras que el PEC de Wolfram sugiere la inexistencia de resultados intermedios de cálculo, clasificando a un sistema computacional ya sea en el nivel superior (universal) o en el grado más bajo, explica Klaus Sutner.

### La teoría fundamental
Las especulaciones de Wolfram sobre una orientación hacia una teoría fundamental de la física han sido criticadas como imprecisas y obsoletas. Scott Aaronson, profesor adjunto de Ingeniería Eléctrica y Computación en el MIT, también afirma que los métodos de Wolfram no pueden ser compatibles a la vez con la teoría de la relatividad especial y las violaciones del teorema de Bell, que entran en conflicto con los resultados observados en los experimentos del test de Bell.

### La selección natural
La afirmación de Wolfram de que la selección natural no es la causa fundamental de la complejidad en biología ha llevado a algunos a afirmar que Wolfram no entiende la teoría de la evolución. Sin embargo muchos expertos han reconocido que la selección natural deja sin responder muchas preguntas que la teoría de la información podría ser capaz de explicar. En este contexto, el trabajo de Wolfram es similar al de D'Arcy Thompson.

### Originalidad y autoimagen
El libro ha sido fuertemente criticado por no ser original o lo suficientemente importante como para justificar su título y ha sido criticado por personas que afirman que el libro trata simplemente de sistemas sencillos capaces de generar un comportamiento complejo. Sin embargo, aunque el hecho de que los sistemas simples son capaces de exhibir un comportamiento complejo es una parte importante del libro, la principal contribución del mismo es la nueva metodología de minería de datos en el universo computacional. Edward Fredkin y Konrad Zuse fueron pioneros en la idea de un universo computable, el primero por escribir en su libro cómo el mundo podría ser como un autómata celular, idea que posteriormente fue desarrollada por Fredkin mediante un modelo de juguete llamado Salt. Se ha afirmado que Wolfram trata de tomar estas ideas como propias, aunque esto ha sido principalmente sugerido por quienes piensan que la tesis principal del libro es que el universo es un autómata celular, a pesar del hecho de que la propuesta real de Wolfram es la de una red trivalente como modelo discreto del universo. El propio Wolfram considera que un modelo de autómata celular no es apto para describir las propiedades cuánticas y relativistas de la naturaleza, como se explica en el libro. 
Jürgen Schmidhuber también ha denunciado que su trabajo en la física de la computabilidad de la máquina de Turing fue tomado sin atribución; es decir, su idea sobre la enumeración de posibles universos de Turing computables. Sin embargo, Schmidhuber hizo su propuesta original en términos teóricos puramente algorítmicos, mientras que la propuesta de Wolfram ha sido la de comprobar todos los posibles candidatos para encontrar el adecuado en términos físicos, en los que las leyes conocidas de la física se lleven a cabo realmente, en lugar de una descripción teórica de lo que los candidatos deberían ser desde un punto de vista algorítmico.
También se ha afirmado que la idea central de que reglas muy simples a menudo generan una gran complejidad ya era una idea comprendida y establecida en la ciencia, en particular en investigaciones sobre la teoría del caos y la teoría de la complejidad. El estilo con que el libro presenta un gran número de ejemplos y argumentos ha sido criticado por inducir al lector a creer que todas estas ideas son originales de Wolfram; sin embargo, la sección de notas al final de su libro reconoce muchos de los descubrimientos hechos por estos otros científicos citando sus nombres junto con los hechos históricos, aunque no en la forma de una sección de bibliografía tradicional.
En particular, uno de los resultados técnicos y novedosos más importantes presentados en el libro, que la regla 110 del autómata celular es una regla completa de Turing, no fue probada por Wolfram, sino por su asistente de investigación, Matthew Cook. Esta no es una sorpresa completa pues como explica el propio Wolfram, el libro es en realidad un proyecto que involucra a un equipo de asistentes de investigación dirigido por el propio S. Wolfram, lo que significa que él mismo no hizo todos los experimentos individuales o su contribución fue directa, como él también reconoce en el libro. Los asistentes de investigación, sin embargo fueron pagados por su trabajo, contratados por la empresa de Wolfram, no por una universidad.
Algunos han argumentado que el uso de la simulación por ordenador es ubicuo y, en vez de iniciar un cambio de paradigma, el libro solo es una justificación para un cambio de paradigma que ya se había emprendido, aunque podría parecer que el libro describe de forma explícita este cambio.

### En español
- Alfredo Octavio. "Lo Bueno, Lo Malo y Lo Feo: Una Revisión del Libro A New Kind of Science" de Stephen Wolfram. Boletín de la Asociación Matemática Venezolana, Vol. X, No. 1 (2003) 109.

### En inglés
- Wolfram, Stephen, A New Kind of Science. Wolfram Media, Inc., May 14, 2002. ISBN 1-57955-008-8
- Wolfram Science the official website, including free online access to full text
- WolframTones: An Experiment in a New Kind of Music
- The NKS Blog
- InformationSpace Archivado el 13 de octubre de 2012 en Wayback Machine.. Causal set exploration tool which supports 1 dimensional causal sets such as those found in the book.

- Datos: Q2987018